# Michel Tatu
Pour les articles homonymes, voir Tatu.
Michel Tatu (né le 17 avril 1933 à Lyon 2e et mort le 18 novembre 2012 à Port-Marly), est un journaliste français.

## Biographie

### Études
De 1950 à 1951, il est élève au lycée Ampère à Lyon. De 1951 à 1954 il est étudiant à Hautes Études Commerciales (HEC). En 1965, il suit des études de kremlinologie à l’Institute on Communist Affairs de l’université Columbia à New York.

### Carrière
De 1957 à 1964, il est correspondant du journal Le Monde à Moscou, puis de 1966 à 1969, correspondant du journal Le Monde pour l’Europe orientale. Jusqu’en 1971 il est rédacteur diplomatique puis de 1971 à 1977, chef du service Étranger du journal Le Monde. De 1977 à 1980 il est correspondant du journal Le Monde à Washington. De 1980 à 1994 il est éditorialiste au journal Le Monde puis modérateur d'abord du forum Le Monde sur Compuserve, et enfin, dès son ouverture, du site internet Monde.fr.
Il parle anglais, allemand et russe.
Il meurt le 18 novembre 2012 à Port-Marly, à l'âge de 79 ans.

## Publications
- Le Pouvoir en URSS, 1966
- L’hérésie impossible, 1968
- Le Triangle Washington-Moscow-Pékin et les deux Europe, 1972
- La Bataille des euromissiles, 1983
- Eux et nous - Les relations Est-Ouest entre deux détentes, 1985
- Gorbatchev : L'URSS va-t-elle changer ?, 1987
- Le Frère rouge, 1990
- Ben Laden et le XXIe siècle, 2002
- Le réveil du poisson-chat, 2009